# Pulse (película de 2006)
Pulse (titulada: Latidos en Hispanoamérica y Conexión en España) es una película de terror dirigida por Jim Sonzero y escrita por Wes Craven y Ray Wright. Es protagonizada por Kristen Bell, Ian Somerhalder, Christina Milian y tiene un cameo de Brad Dourif, el veterano actor nominado al Óscar. Es un remake de la película japonesa de terror Kairo.

## Trama
Pulse está basada en la película de terror japonesa de 2001 Kairo, escrita y dirigida por Kiyoshi Kurosawa. Aparentemente las tecnologías inalámbricas conectan a otro mundo. El pirata informático Josh invade el equipo de Douglas Ziegler, que se está desarrollando una señal inalámbrica de gran alcance, y accidentalmente libera una fuerza misteriosa que toma la voluntad de vivir de los seres humanos, generando una epidemia de suicidios y el aumento de la fuerza. Su novia y estudiante de psicología, Mattie, ve a cada uno de sus amigos morir y cómo se destruye el mundo moderno, y junto con su nuevo amigo Dexter, que tratan de planear un virus desarrollado por Josh en la red para apagar el sistema y salvar a la humanidad.

## Reparto
| Actor / Actriz    | Personaje / Rol        |
| ----------------- | ---------------------- |
| Kristen Bell      | Mattie Webber          |
| Ian Somerhalder   | Dexter McCarthy        |
| Christina Milian  | Isabelle Izzie Fuentes |
| Rick Gonzalez     | Stone                  |
| Samm Levine       | Tim Steinberg          |
| Jonathan Tucker   | Josh Ockmann           |
| Kel O'Neill       | Douglas Zeigler        |
| Ron Rifkin        | Dr. Waterson           |
| Zach Grenier      | Professor Cardiff      |
| Octavia Spencer   | Landlady               |
| Carlos A. Álvarez | Webcam Man             |
| Joseph Gatt       | Über Phantom           |
| Brad Dourif       | Thin Bookish Guy       |
| Di Quon           | Christina              |

## Taquilla
La película recaudó más de US$8 millones en su fin de semana de estreno en Estados Unidos. Para su cierre el 12 de octubre del 2006, la película había recaudado poco más de US$20 millones en Estados Unidos. La taquilla en el extranjero fue poco más de US$7,5 millones, para un total global de casi US$28 millones, en comparación con un presupuesto de producción de aproximadamente US$20,5 millones. En las rentas de DVD, la película recaudó otros US$25 millones.

## Lanzamiento
La fecha prevista de estreno fue el 3 de marzo del 2006, pero fue retrasado hasta el 11 de agosto del 2006.[cita requerida]

## Secuelas
Dos secuelas salieron directamente en video: Pulse 2: Afterlife y Pulse 3: Invasion.
Pulse 2 fue lanzado el 30 de septiembre del 2008 y Pulse 3 el 23 de diciembre del 2008. Ambas fueron escritas y dirigidas por Joel Soisson, escritor de Highlander: Endgame y escritor y director de The Prophecy: Uprising y The Prophecy: Forsaken.